# Eisso Woltjer
Eisso Woltjer (Pekela, 9 gennaio 1942) è un politico olandese.
Esponente del Partito del Lavoro, ricoprì l'incarico di europarlamentare per tre legislature, venendo eletto al Parlamento europeo alle elezioni del 1979, del 1984 e del 1989.

## Biografia
Eisso Woltjer è nato in provincia di Groningen, figlio del contadino Abram Woltjer e dell'insegnante Jitske Talsma.  Ha studiato a Stadskanaal, quindi si è trasferito a Limburg.  Woltjer ha frequentato il Collegio agricolo di Wageningen dal 1961 al 1970.
Tra il 1970 e il 1973, Woltjer ha lavorato a un progetto di sviluppo agricolo della società olandese Heather ILACO sull'isola indonesiana di Lombok. Successivamente ha lavorato come insegnante e vicedirettore presso la Practice School Mushroom Cultivation (1973-1975) a Horst e come insegnante di personale presso la Rijks Hogere Landbouwschool (1975-1979) a Deventer.
Membro del Consiglio provinciale del Limburg dal 4 luglio 1978 al 19 luglio 1979, è stato eletto nel luglio 1979 al Parlamento europeo, carica che ricoperto per 15 anni. Il 17 maggio 1994, Woltjer è entrato alla Camera dei Rappresentanti, impegnandosi in agricoltura e affari europei fino al 19 maggio 1998. Durante quel periodo è stato presidente del comitato permanente per gli affari esteri per sei mesi e per un certo periodo è stato membro del consiglio di amministrazione del PvdA.

## Vita privata
Woltjer è sposato dal 1969 e ha due figli.